# Дом Петрова (Таганрог)
Дом Петрова — здание по улице Петровской, 36 в городе Таганроге Ростовской области.

## История
Дом по улице Петрова, 36 был построен в конце 1850-х годов и по состоянию на 1859 год он принадлежал титулярному советнику Михаилу Петрову и его жене Елене, для которых он был построен. Михаил Петров был членом попечительского совета по тюрьмам, состоял в комитете по сооружению мостовых и занимал должность титулярного советника. В 1861 году вместе с Фирсовым и Трусовым, был признан городским архитектором. В 1864 году Михаил Петров получил назначение и стал главным строителем по сооружению Митрофаниевской церкви. Он занимался строительством здания для коммерческого собрания, в котором позже стал действовать филиал педагогического института по улице Петровской, 42. По состоянию на 1873 год владельцем значился также Михаил Петров, однако, уже в чине коллежского асессора.
В 1880 году недвижимость перешла в собственность жены коллежского регистратора Софьи Талалаевой. Ее муж дворянин Николай Александрович был губернским секретарем. В его собственности находились многие дома по улице Петровской, которые располагались от почтового ведомства до переулка Дворцового. В семье Талалаевых было несколько детей: Александр, Дмитрий, Федор и Вера. В 1910 году помещение снимал портовый техник, надворный советник Алексей Андреевич Иогансон. Софья Талалаева перестала быть владелицей дома после 1915 года. Новым собственником в 1917—1925 годах был конторский служащий Е. Л. Сергиенко.

## Описание
Дом по улице Петровской, 36, представляет собой одноэтажное строение с мезонином. Здание было перестроено по сравнению с первоначальным вариантом. В документах при постройке дома значилось, что по этому адресу расположен деревянный дом с кирпичной обкладкой и каменным сараем. С правой стороны дома сделано крыльцо.